# Glycaspis perthecata
Glycaspis perthecata är en insektsart som beskrevs av Moore 1961. Glycaspis perthecata ingår i släktet Glycaspis och familjen rundbladloppor. Inga underarter finns listade i Catalogue of Life.